# West Bath
West Bath és una població dels Estats Units a l'estat de Maine (EUA). Segons el cens del 2000 tenia 1.798 habitants.

## Demografia
Segons el cens del 2000, West Bath tenia 1.798 habitants, 750 habitatges, i 536 famílies. La densitat de població era de 58,8 habitants/km².
Dels 750 habitatges en un 28,5% hi vivien nens de menys de 18 anys, en un 60,3% hi vivien parelles casades, en un 7,7% dones solteres, i en un 28,4% no eren unitats familiars. En el 23,2% dels habitatges hi vivien persones soles el 6,8% de les quals corresponia a persones de 65 anys o més que vivien soles. El nombre mitjà de persones vivint en cada habitatge era de 2,39 i el nombre mitjà de persones que vivien en cada família era de 2,8.
Per edats la població es repartia de la següent manera: un 22,5% tenia menys de 18 anys, un 5,3% entre 18 i 24, un 27,7% entre 25 i 44, un 32,2% de 45 a 60 i un 12,2% 65 anys o més.
L'edat mediana era de 42 anys. Per cada 100 dones de 18 o més anys hi havia 101,3 homes.
La renda mediana per habitatge era de 45.326 $ i la renda mediana per família de 52.986 $. Els homes tenien una renda mediana de 34.375 $ mentre que les dones 27.448 $. La renda per capita de la població era de 23.022 $. Entorn del 4% de les famílies i el 6,6% de la població estaven per davall del llindar de pobresa.